# Нана (роман)
Нана је роман француског књижевника Емила Золе. Написан је 1880. године као девети наставак Золиног циклуса Ругон-Макарови.
Главни лик приче романа је млада проститутка Нана, која се из тешких животних околности пробија до париске елите.